# Liste der Gouverneure von Nuevo Santander
Dies ist eine Liste der Gouverneure, die die Provinz Nuevo Santander im Vizekönigreich Neuspanien regiert haben.
| Name                             | Amtszeit                      |
| José de Escandón                 | Mai 1748–April 1767           |
| Juan Fernando de Palacio         | April 1767–Januar 1768        |
| José Rubio                       | Januar 1768–September 1769    |
| Vicente González Santianés       | September 1769–August 1777    |
| Francisco de Echegaray           | August 1777–Februar 1779      |
| vakant                           | Februar 1779–April 1779       |
| Manuel Medina                    | April 1779–November 1779      |
| vakant                           | November 1779–Februar 1780    |
| Manuel de Escandón (1. Amtszeit) | Februar 1780–März 1781        |
| Diego Lazaga                     | März 1781–Februar 1786        |
| Juan Miguel Zozaya (1. Amtszeit) | Februar 1786–Dezember 1788    |
| Melchor Vidal de Lorca           | Dezember 1788–Juni 1789       |
| Juan Miguel Zozaya (2. Amtszeit) | Juni 1789–September 1789      |
| Manuel Muñoz                     | September 1789–Juli 1790      |
| Manuel de Escandón (2. Amtszeit) | Juli 1790–Mai 1800            |
| José Blanco                      | Mai 1800–Januar 1802          |
| Francisco de Ixart               | Januar 1802–April 1804        |
| Pedro de Alba                    | April 1804–September 1804     |
| Manuel de Iturbe e Iraeta        | September 1804–April 1811     |
| Joaquín de Arredondo             | April 1811–Mai 1819           |
| Juan Fermín de Janicotena        | September 1811–September 1812 |
| José María Echeagaray            | Mai 1819–Juli 1821            |
| Felipe de la Garza Cisneros      | Juli 1821–September 1822      |

Mit der mexikanischen Unabhängigkeit wurde Nuevo Santander zum Bundesstaat Tamaulipas.